# Liste der Naturdenkmale in Großwoltersdorf
Die Liste der Naturdenkmale in Großwoltersdorf enthält alle Naturdenkmale der brandenburgischen Gemeinde Großwoltersdorf im Landkreis Oberhavel, welche durch Rechtsverordnung geschützt sind.
In den Spalten befinden sich folgende Informationen:
- Nr.: Identifizierungsnummer nach veröffentlichter Liste. Sie wird von der unteren Naturschutzbehörde des Landkreises oder der kreisfreien Stadt vergeben. Wenn sie bekannt ist, wird sie angegeben. In dieser Spalte kann sich zusätzlich das Wort Wikidata befinden, der entsprechende Link führt zu Angaben zu diesem Naturdenkmal bei Wikidata.
- Bezeichnung: Benennung des Naturdenkmals, in der Regel wird bei Bäume die Baumart genannt. Bekannte Eigennamen werden mit angegeben.
- Gemarkung: Ort oder Gemarkung, in der sich das Naturdenkmal befindet
- Lage: Nennt die Lage des Naturdenkmals im jeweiligen Ortsteil und die geografischen Koordinaten des Naturdenkmals. Link zu einem Kartenansichtstool, um Koordinaten zu setzen. In der Kartenansicht sind Naturdenkmale ohne Koordinaten mit einem roten beziehungsweise orangen Marker dargestellt und können in der Karte gesetzt werden. Denkmale ohne Bild sind mit einem blauen bzw. roten Marker gekennzeichnet, Denkmale mit Bild mit einem grünen beziehungsweise orangen Marker.
- Beschreibung: die Beschreibung des Naturdenkmales
- Schutzzweck: Erläutert den Grund der Unterschutzstellung
- Bild: Zeigt ein Bild des Naturdenkmales und gegebenenfalls ein Link zu weiteren Fotos im Medienarchiv Wikimedia Commons

## Burow
| Bild                                    | Bezeichnung                 | Lage                                                                                 | Beschreibung | Schutzzweck | Nummer |
| --------------------------------------- | --------------------------- | ------------------------------------------------------------------------------------ | ------------ | ----------- | ------ |
| Direkt Bild zu diesem Denkmal hochladen | Findling                    | Burow, 1,3 km nnw vom Gut auf der Feldmark, 250 m vom Junkerbusch, ehem. Zernikow () |              |             | 54     |
| Direkt Bild zu diesem Denkmal hochladen | Findling                    | Burow, 600 m nordwestlich Zernikower Mühle ()                                        |              |             | 55     |
| Direkt Bild zu diesem Denkmal hochladen | Findling auf dem Eckernberg | Burow, 30 Meter nördlich Straße Burow-Neuglobsow; Flur 1, Flurstück 304 ()           |              |             | 56     |

## Wolfsruh
| Bild                                    | Bezeichnung   | Lage | Beschreibung | Schutzzweck | Nummer |
| --------------------------------------- | ------------- | --- | ------------ | ----------- | ------ |
| Direkt Bild zu diesem Denkmal hochladen | Buche         | Wolfsruh, am Priesterweg von Schulzendorf nach Neulögow, Jagen 39; Flur 3, Flurstück 58 ()                      |              |             | 220    |
| Direkt Bild zu diesem Denkmal hochladen | 2 alte Buchen | Wolfsruh, Forstrevier an der Ablage am Wentowsee-Fischerwall Jagen 9 ()                                         |              |             | 221    |
| Direkt Bild zu diesem Denkmal hochladen | 2 alte Buchen | Wolfsruh, Abt. 428 ()                                                                                           |              |             | 222    |
| BW                                      | Priestereiche | Wolfsruh, Forstrevier, etwa 300 m vom Weg Gransee-Neulögow; Flur 4, Flurstück 12 (53° 2′ 48″ N, 13° 8′ 10,9″ O) | umgefallen   |             | 223    |
| Direkt Bild zu diesem Denkmal hochladen | Starke Esche  | Wolfsruh, Priesterweg, Jagen 37; Flur 3, Flurstück 58 ()                                                        |              |             | 224    |

## Zernikow
| Bild                                    | Bezeichnung    | Lage | Beschreibung | Schutzzweck | Nummer |
| --------------------------------------- | -------------- | --- | --- | ----------- | ------ |
| BW                                      | Buchenallee    | Zernikow, Weg nach Menz bis zur Chaussee; Flur 2, Flurstück 132 (53° 5′ 23,1″ N, 13° 4′ 24,9″ O)                            | |             | 239    |
| Direkt Bild zu diesem Denkmal hochladen | Dreieckstein   | Zernikow, 500 m westlich Weg nach Junkerbusch, 250 m südlich von Junkerbusch; Flur 2, Flurstück 269 ()                      | |             | 240    |
| Direkt Bild zu diesem Denkmal hochladen | Großer Stein   | Zernikow, westlich Buchenrehmel; Flur 2, Flurstück 213 ()                                                                   | |             | 241    |
| Direkt Bild zu diesem Denkmal hochladen | Rillenstein    | Zernikow, 300 m W vom Weg zum Junkerbusch, 250 m S vom Junkerbusch; Flur 2, Flurstück 261 ()                                | |             | 242    |
| BW                                      | Schlidderstein | Zernikow, an der Zernikower Straße; Flur 1, Flurstück 73 (53° 5′ 23,4″ N, 13° 5′ 23,8″ O)                                   | |             | 243    |
| BW                                      | Lindenallee    | Zernikow, von der Seilershofer Landstraße in Richtung Menzer Chaussee; Flur 2, Flurstück 89 (53° 5′ 9,5″ N, 13° 5′ 35,2″ O) | |             | 244    |
| BW                                      | Maulbeerallee  | Zernikow, Straße nach Burow; Flur 2, Flurstück 11 (53° 5′ 50,1″ N, 13° 5′ 50,3″ O)                                          | Allee mit einem Bestand von etwa 70 Exemplaren der weißen Maulbeere (Morus alba). Sie wurde 1751 angelegt; neben Nachpflanzungen sind circa 20 Bäume aus der Erstpflanzung erhalten. |             | 245    |